# 点天灯
點天燈是一种酷刑，指将受刑者固定后直接将其点燃烧死。施刑时通常还会将受刑者置于木桩顶部等高处，并或需借助麻布、燃油等助燃物。

## 历史
“點天燈”一词可能出自太平天国的刑罚，根据清張汝難所著《金陵省难纪略》之记载，受刑者被“用揣絮卷入而繩之，浸以油，置巨木，倒縛于其上，太以火，名點天燈”。然而，类似的做法却远早于清代便已出现。《三国志》卷六批注曾引《献帝纪》曰：“（董）卓获山东兵，以猪膏涂布十余匹，用缠其身，然后烧之，先从足起。”虽然《献帝纪》已失传，但从该批注中可推测董卓曾对俘虏执行过与太平天国的做法十分相似的刑罚。而董卓被诛后，其尸身亦被当做油灯点燃。唯董卓自身肥胖，没有借助其他助燃物便“光明達旦，如是積日”。